# Sucesos de Challaviento
Los sucesos de Challaviento, fueron una serie de eventos ocurridos el 19 de noviembre de 1925, entre los pobladores de la comunidad aimara de Challaviento en la provincia de Tacna y el cuerpo de Carabineros de Chile, durante la administración chilena de la provincia de Tacna.

## Antecedentes
Luego de la batalla del Alto de la Alianza y la batalla de Arica (1880), el ejército chileno toma posesión de los territorios de Tacna y Arica, además de la ya conquistada Tarapacá, años después el Perú y Chile promulgan el Tratado de Ancón en 1883 con el cual Chile tomaría posesión de las provincias de Tacna y Arica durante 10 años, luego de transcurrido ese tiempo se realizaría un plebiscito para decidir el futuro de ambas ciudades, pero las negociaciones para la realización del plebiscito se dilataron más del tiempo establecido. Quedando toda la provincia de Tacna en control del gobierno chileno hasta el 28 de agosto de 1929, salvo la provincia de Tarata, que es devuelta por Chile el 1 de septiembre de 1925, en cumplimiento de las conclusiones a que llegara el representante estadounidense para la observación del Plebiscito.
Durante la administración de las provincias en cuestión, el gobierno chileno desarrolló una política denominada chilenización, esto conllevó la creación de las ligas patrióticas que en algunos casos formaron grupos paramilitares que agredían, hostilizaban y perseguían compulsivamente a la población peruana.

## Los sucesos de Challaviento
Ocurrió el 19 de noviembre de 1925, pero por lo alejado de la zona en cuestión se supo a través de los diarios de la región el 24 de noviembre de 1925.
Los diarios chilenos de Tacna denunciaban el asesinato de tres carabineros, además del incendio de su cuartel en la aldea de Challaviento, en las serranías de la provincia de Tacna. Los oficiales chilenos acusaron al ejército peruano de instigar a los campesinos indígenas para asesinar a los carabineros chilenos y otorgar armas y municiones para tal fin; en aquel momento el ejército peruano trabajaba en la comisión de límites para establecer los alcances del plebiscito que se tendría que realizar. Los diarios chilenos manifestaron que los asesinos huyeron a Tarata.
Fue el historiador peruano Jorge Basadre Grohmann quien viaja hacia Tarata y recoge los testimonios de los pobladores aymaras refugiados en esa provincia.
Según Basadre, el asesinato de Challaviento habría sido consecuencia de constantes escenas de opresión en diversas formas, pero el hecho decisivo fue la violación de Andrea Vicente, una joven aimara de 18 años, esposa de Roberto Velasco, por parte de un carabinero de apellido Zurita. El esposo al querer ajusticiar al violador, forcejeó con otros dos carabineros; en el forcejeo los carabineros asesinaron a Florentino Apaza, boliviano personero del pueblo de Challaviento. 
Fue este hecho el que propició la reunión de los campesinos de Challaviento y que los condujo al incendio del reducto chileno. Posteriormente, al morir Zurita, los pobladores cortaron su órgano genital, lo mutilaron y quemaron dentro del cuartel. El carabinero Sanhueza resultó herido. Luego de este hecho, los pobladores de Challaviento y de los pueblos aledaños de Caplina, Toquela, Ataspaca y Palquilla huyeron por temor a las represalias abandonando sus viviendas. En total fueron más de 150 pobladores quienes abandonaron la zona hacia Tarata.